# Порто Епедокле
Порто Епедокле (итал. Porto Empedocle) је насеље у Италији у округу Агриђенто, региону Сицилија.
Према процени из 2011. у насељу је живело 16574 становника. Насеље се налази на надморској висини од 9 м.

## Становништво
Према резултатима пописа становништва 2011. у општини је живело 16.841 становника.
| 1931.  | 1936.  | 1951.  | 1961.  | 1971.  | 1981.  | 1991.  | 2001.  | 2011.  |
| ------ | ------ | ------ | ------ | ------ | ------ | ------ | ------ | ------ |
| 14.128 | 14.764 | 16.513 | 16.649 | 16.283 | 16.196 | 16.755 | 15.957 | 16.841 |